# T–64
A T–64 a Szovjetunióban, az 1960-as évek első felében kifejlesztett általános rendeltetésű harckocsi. Sorozatgyártása 1964-ben kezdődött és 1987-ig tartott. Rendszeresítésére 1967-ben került sor a Szovjet Hadseregben, külföldre nem exportálták. Külsőre sok hasonlóságot mutat ugyan a párhuzamosan fejlesztett T–72-vel, de attól eltérő konstrukciójú, nagyobb harcértékű harckocsi. Míg a T–72 az „uráli iskola” (Uralvagonzavod) terméke, addig a T–64 a „harkovi iskola” modellje. A maga idejében a jármű úttörő volt a kompozit páncélzat és a komplex tűzvezető rendszere miatt, azonban megbízhatósága mindvégig alacsony volt. A T–64A és továbbfejlesztése, a későbbi szovjet T–80 és az ukrán T–84 egyedülálló harckocsicsalád, hiszen a torony védelmét kerámia-betétek adják.
Nem exportálták, csak a Szovjetunióban állt hadrendben, és elsősorban az első-vonalbeli harckocsi hadosztályoknál volt rendszerben. A Szovjetunió 1991-es felbomlása után Oroszország és Ukrajna hadseregeinél maradt rendszerben, akkor Oroszország mintegy 4000 db, Ukrajna körülbelül 2000 db T–64-gyel rendelkezett. További ezres nagyságrendű mennyiségben található szolgálatból kivont, modernizálásra, átépítésre vagy szétbontásra váró T–64-es harckocsi a Harkivi Harckocsijavító Üzemben.

## Kialakítása[1][2]
A jármű terve a T–54 tervezőjének, Alekszandr A. Morozovnak a vezetésével a harkivi Morozov tervezőirodában (HKBM) készült. Mivel a T–54–55–62 harckocsisorozat fejlesztési potenciálját kimerítették egy alapjaiban új járművet akartak tervezni. A fejlesztés több lépcsőben történt, számos prototípus tapasztalatait használták fel. Az Objekt 430 (1951-58) a T–55-nél alacsonyabb kivitelű, elöl ékszerűen letört páncélzattal és az eddigiekhez képest alacsony kivitelű 4TD, diesel, kétütemű, turbófeltöltős ellen-üzemű boxermotorral rendelkezett.

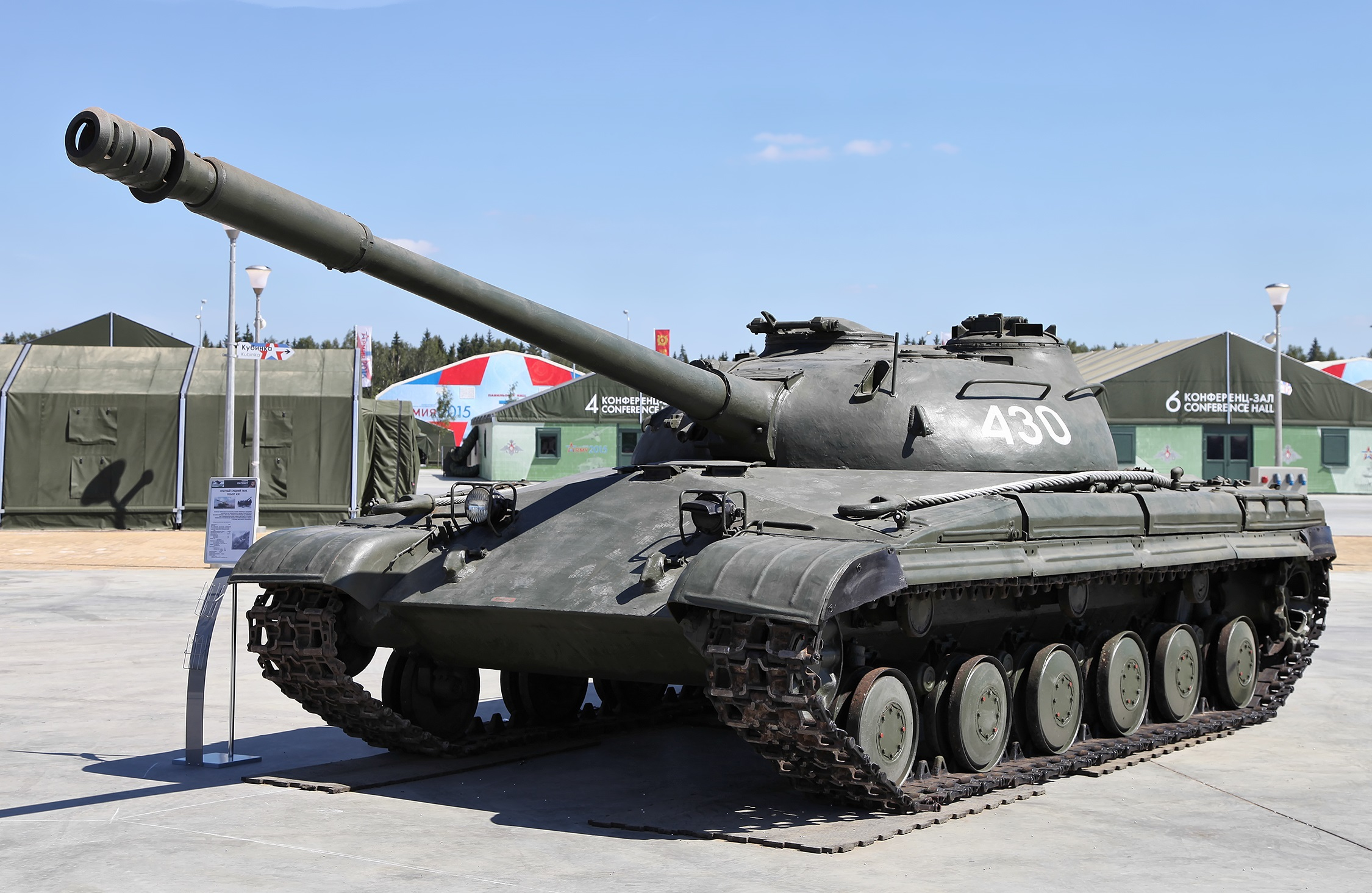
Object 430, a korai T–64-re is jellemző homlokpáncéllal

Az Object 432 (1959-1962) már 115 mm-es D-68 löveggel készült amihez egy komplex hidroelektromos töltőt terveztek. Ez a toronygyűrű alatt körben lelógatott 26 db L alakú tárolóból állt, amiket az ágyú alatt lévő kar a lövegig emelt, majd egy láncmechanizmus a lövegbe tolta az osztott lőszert, melynek harci feje az L alján volt, hüvelye pedig függőlegesen. A boxermotort is tovább fejlesztették és a kis méretű és relatíve könnyű 5TDF motor immáron 700 lóerős teljesítményt nyújtott. A jármű páncélzatát is jelentősen módosították, mivel az új alumíniumgörgős futómű 35 tonnánál nehezebb tankot nem bírt volna el. Az automata töltőnek és a motornak köszönhetően a jármű 76 mm-rel alacsonyabb lett és a torony mérete is csökkent, jelentős tömeget (2 t) megtakarítva.

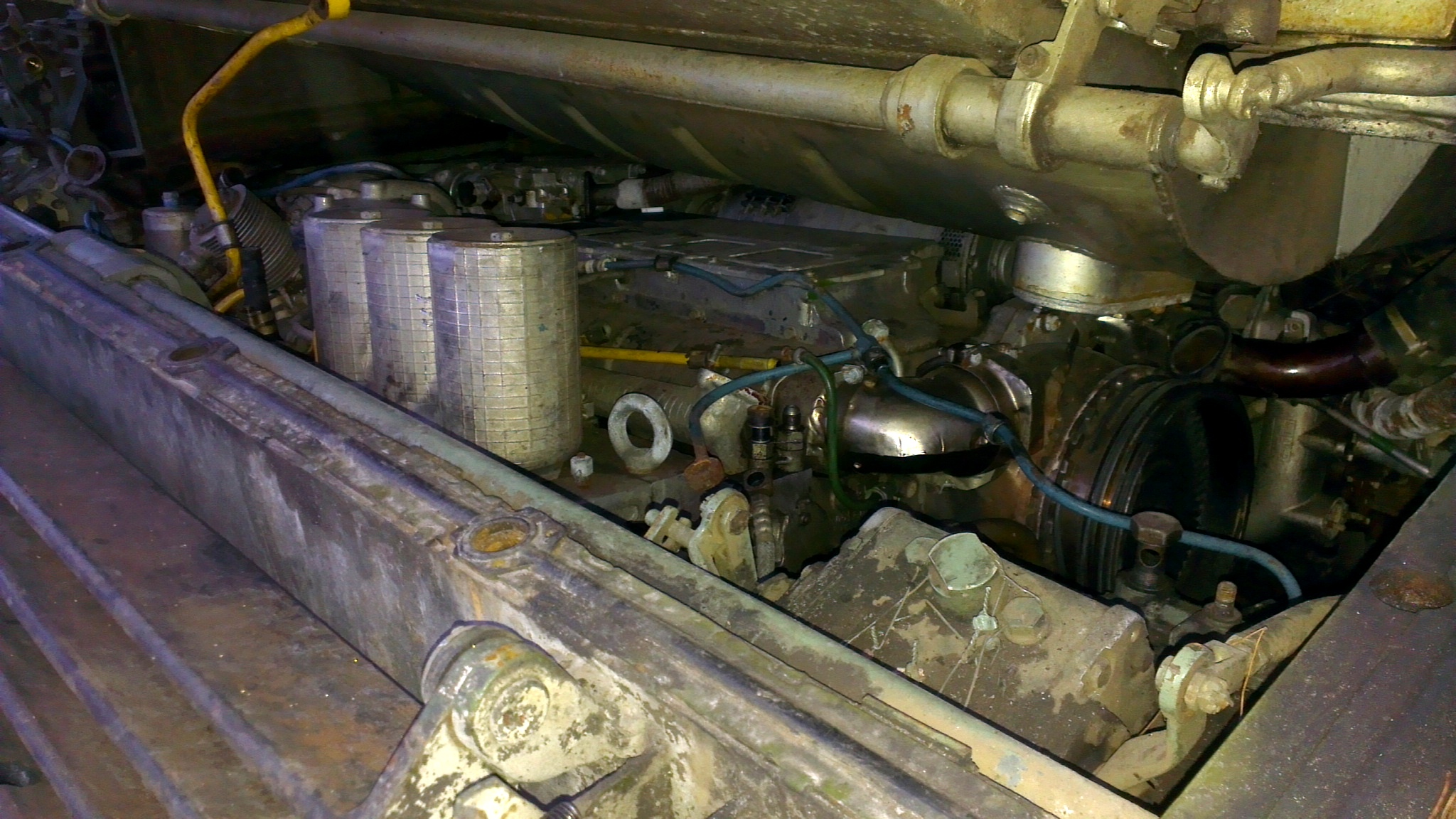
5TDF motor

A jármű jellegzetessége, amit az azt követő járművek (T–72, T–80, T–90) is megörököltek: A vezető két oldalán található nagy üzemanyagtartályok, amik színén fokozzák a védettséget (10 cm dízel 1 cm acélnak megfelelő védelmet ad kumulatív töltetek ellen). A kétszemélyes, zsúfolt ezért kényelmetlen torony, az elégő-hüvelyes osztott lőszerrel működő löveg, ami viszont találat esetén szinte biztosan a harckocsit szétvető robbanást okoz. A kis méretű, de viszonylag gyengén páncélozott lövegpajzs és a relatíve jól védett, periszkóp-prizmán keresztül kilátó optikai rendszer. A rendkívül drágán karbantartható és meghibásodásra hajlamos komplex tűzvezető- és töltőrendszer.
T–64 (1966): első széria páncélzata igen masszív, a torony 50-60 cm vastag öntött páncéljába pedig 325-224 mm vastag alumínium betét került, csökkentve a tömeget. Mivel az alumínium körülbelül 2,7-szer könnyebb az acélnál, de relatíve jó tenziós szilárdsággal rendelkezik nagyjából 10% súlymegtakarítást értek el azonos védettség mellett. A torony 400 mm acél tömegének megfelelő keresztmetszeten 420 mm kinetikus és 450 mm kumulatív lövedékek elleni relatív védelmet ért el. A test főpáncélja is komplex, a 80 mm vastag külső és 20 mm-es belső, 68°-ban döntött páncéllemezek között két összesen 105 mm vastag üvegszálas poliuretán került. Ezzel a jármű frontális védettsége megközelítőleg kinetikus lövedékkel szemben 400 mm, a kumulatív fegyverek ellen 500 mm vastag függőleges hengerelt acélpáncéllal egyenértékű védelemmel rendelkezett. Azonban fontos kiemelni, hogy a lövegpajzs, a vezető búvónyílása előtti rész, és a jármű elejének alsó 30%-a, az oldalsó és hátsó részek lényegileg a T–62 védettségét tartotta meg. 1285 készült e verzióból 1969-ig.
Mivel a jármű megbízhatósága csapnivaló volt 1968–1969-ben többféle módosított T–64-gyel végeztek teszteket. Kipróbálták a harckocsit a V–45 típusú dízelmotorral, a harkovi Morozov Tervezőirodában kifejlesztett új hűtőberendezéssel, valamint más példányokat a V–45 dízelmotorral, azonban a teknő rendszeresen megrepedt, ellenben ez alapján készült el a T–72 motortere. Változtattak tehát a motor turbófeltöltőjén és a töltő elektronikai részein, az összehasonlító tesztek a változtatásokkal a T–64 megbízhatóságának javulását mutatták.

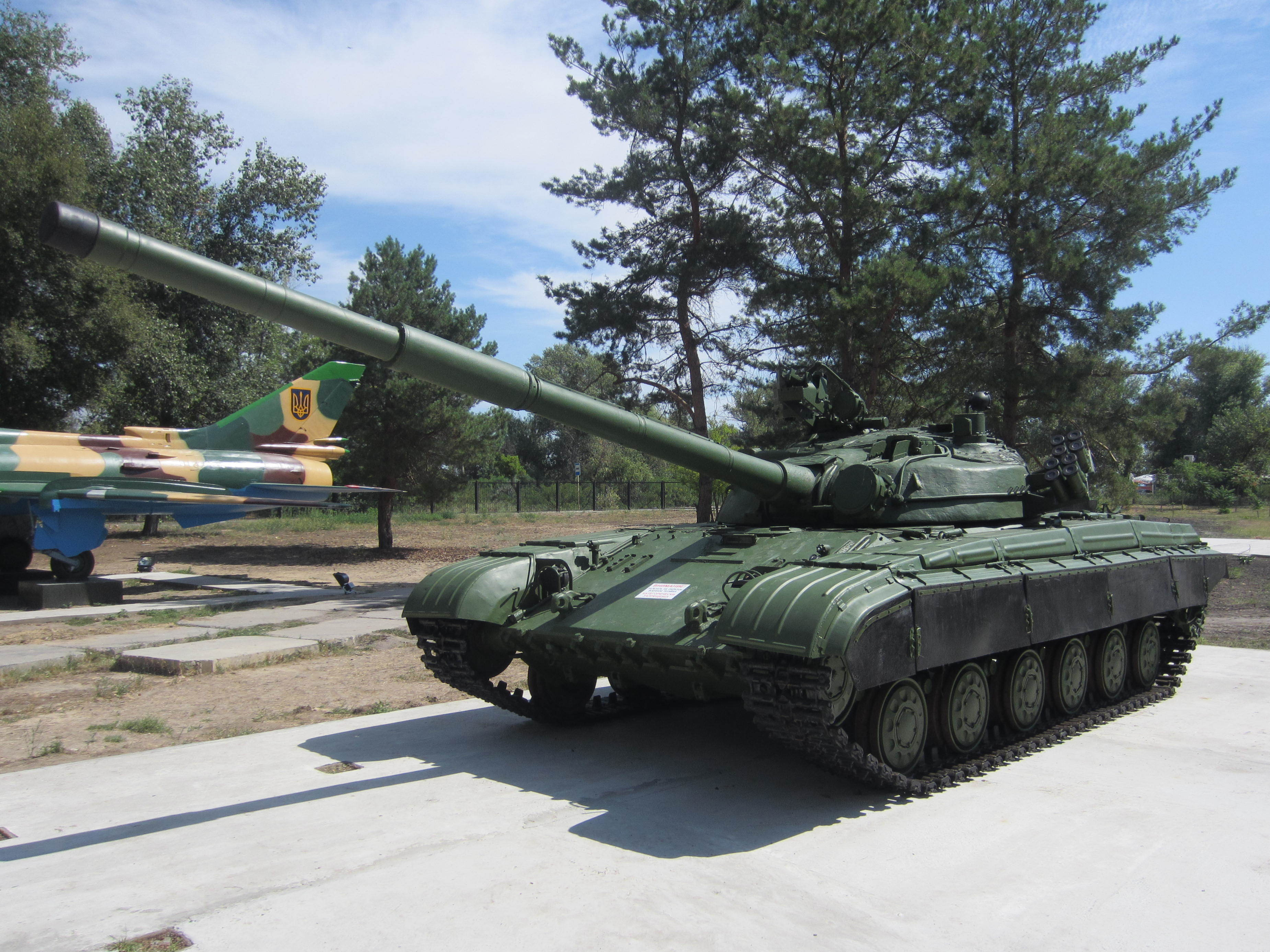
T–64A, már egyszerűsített homlokpáncéllal.

T–64A: Még el sem készült az első T–64 máris továbbfejlesztették azt a szovjet vegyipar eredményei szerint és az új 125 mm űrméretű ágyút felhasználva. A T–64A teknőpáncéljában a poliuretán vastagságát 14 cm-re növelték, a belső lemezét 40-re. A torony vastagsága 450-470 mm-re csökkent, mert a lényegesen vékonyabb alumíniumrétegbe kerámiabetétek kerültek. Természetesen itt nem a "hétköznapi" kerámia csempékre kell gondolni, hanem mesterségesen előállított a (Zafírral rokon) korund kristályokból álló golyóra, amelyek 95%-os vegytisztasággal hatalmas nyomáson és hőmérsékleten lettek növesztve. A golyókat úgy helyezték el több sorban, hogy minden behatoló lövedék legalább két golyón haladjon át. Ezzel a jármű védettsége a torony esetében 10%-kal (kumulatív töltetek ellen 500 mm-re) nőtt, miközben a jármű tömege csak 2 tonnával nőtt. Ezzel a T–64A és az abból létrehozott T–80 (de a T–80U nem!) máig az egyetlen harckocsicsalád amiben a védelmet ténylegesen kerámia-betétek adják.

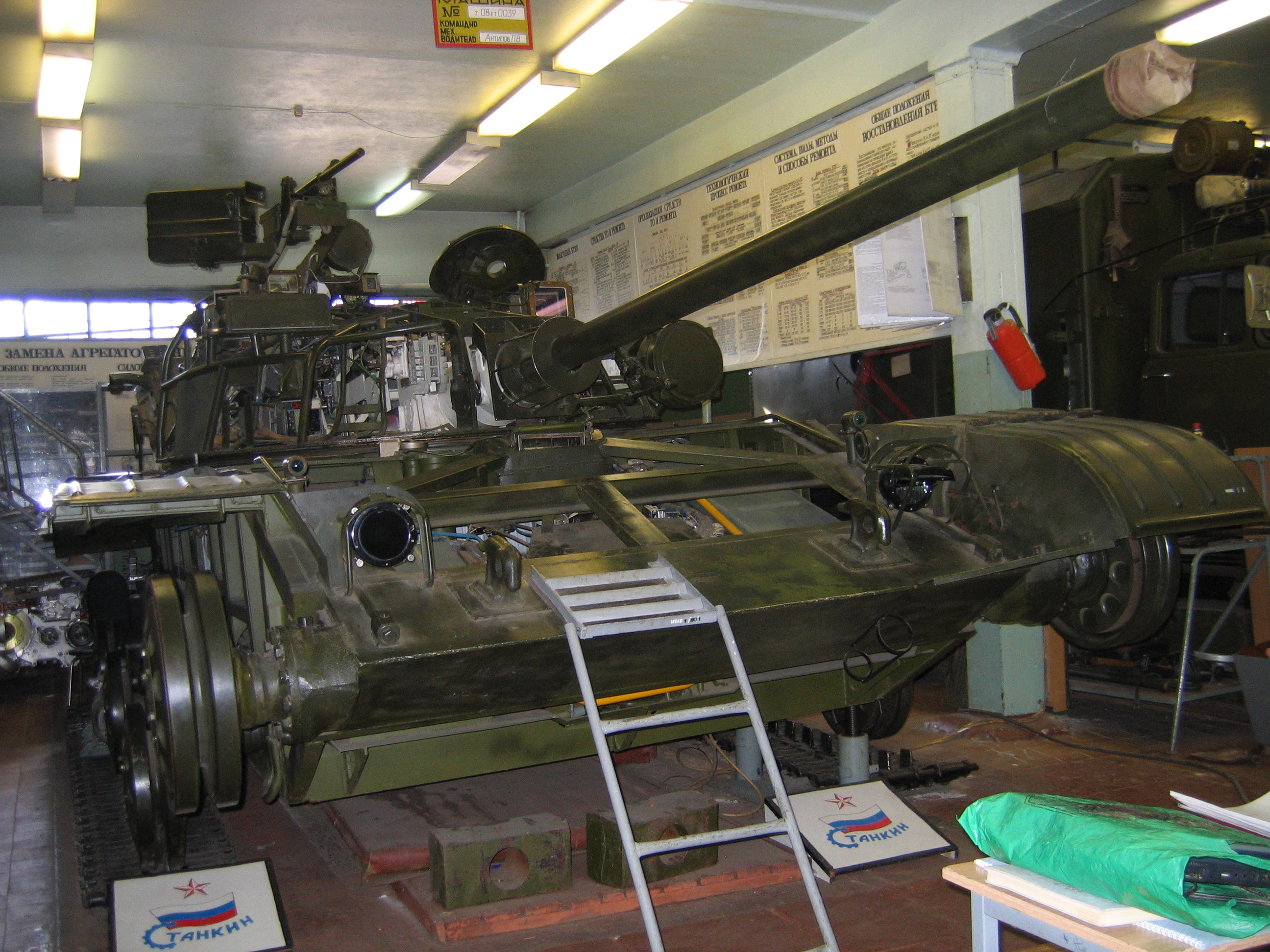
T–64 múzeumban

A jármű tűzvezetéséről a TPD-2-49 optikai távcső (egyben sztereoszkopikus távmérő) és a TPN-1-49-23 éjszakai fénysokszorozós optika gondoskodott a 2E26 giroszkopikus stabilizátor segítségével, amely lényegesen pontosabb volt, mint a T–62 és T–55 stabilizátora. A pontos célzást az analóg tűzvezető számítógép segítette, a töltőbe immár csak 25 lőszer fért. A T–72-vel szemben nagy előnye a T64-A járműnek, hogy a parancsnoki kupolára szerelt 12,7 mm-es légvédelmi gépágyú távvezérléssel irányítható a stabilizált PZU-5 optikán keresztül.
A T–64 gyártásában két évvel később néhány változtatást eszközöltek, Egyszerűbb lett a torony öntvénye, a testről elhagyták a frontpáncél ék alakú levágásait , bár ez minimálisan növelte a jármű tömegét a gyártást olcsóbbá és gyorsabbá tette, ezzel a jármű bizonyos szögekből fotózva megkülönböztethetetlen lett a korai T–72-től.
T–64B: A járművet továbbfejlesztették, bár többféle motort teszteltek eredetileg a javított jármű is 5TDF motorral készült, majd utólag került be az 1000 lóerős 6TDF. A jármű tűzvezetése jelentősen javult az 1V517 ballisztikai kalkulátor, amit adatokkal az 1G21 lézertávmérős irányzótávcső és az 1B11 keresztszél-értékelő látott el. A jármű e rendszerrel tudta a lövegcsőből indítani a 9M112 "Kobra" félautomata parancsközlő rádió-távirányítású páncéltörő rakétát. A jármű csak 1250 géppuskalőszert és 28 lövedéket szállított, cserében 8 rakétát hordozott.

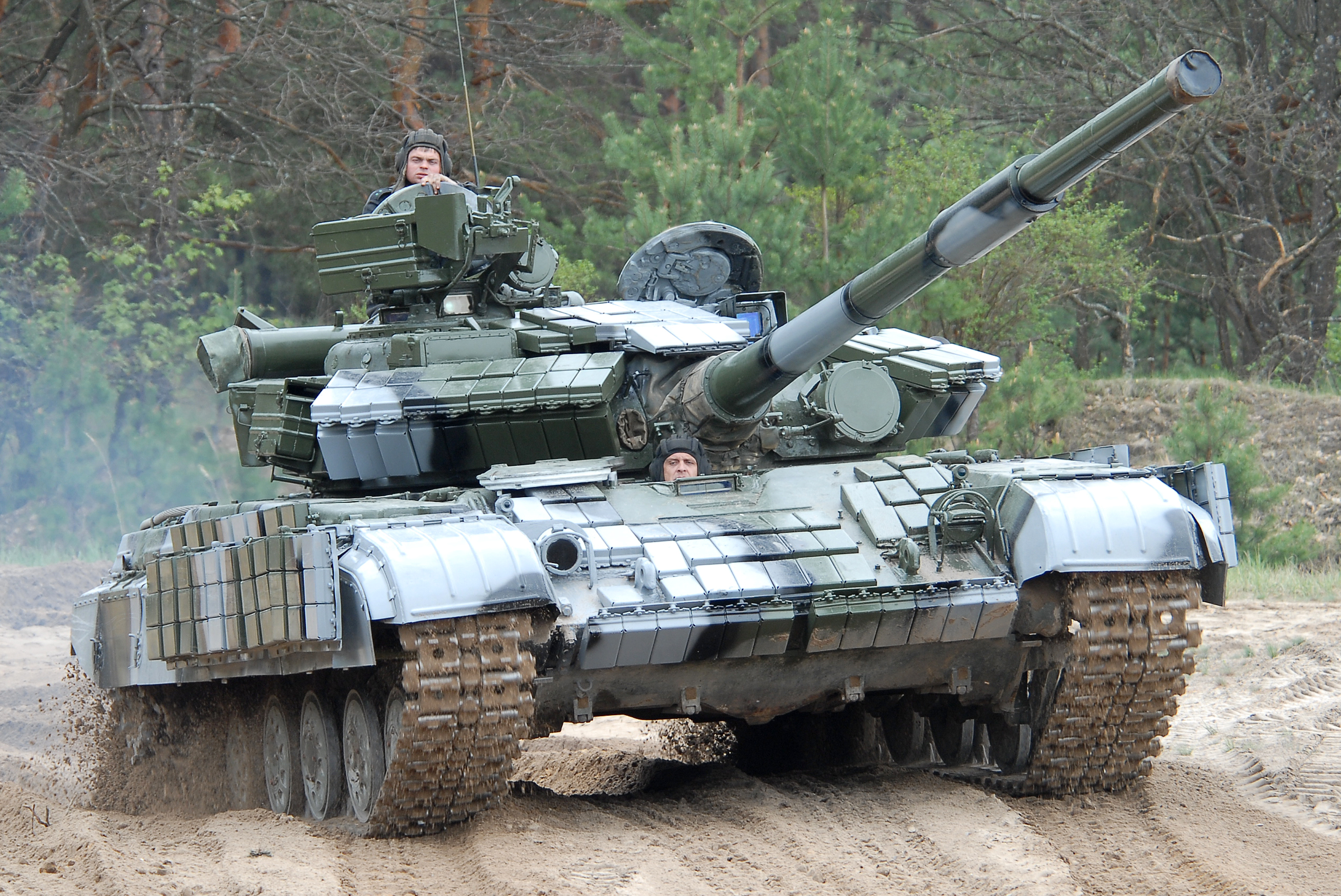
T–64BV

Némileg egyszerűsített kivitelű változat a T–64B1, amely nem rendelkezik rakétavezérlővel, de a lőszerkészlete 37 db (ebből 25 a töltőautomatikában) 125 mm-es gránát és 2000 géppuskalőszer volt. A T–64BV az összes átalakított 6TDF motorral, az új optikákkal és számítógéppel, valamint Kontakt-1 robbanó-reaktív páncélzattal ellátott jármű megnevezése. A megközelítőleg 12 000 T–64 közel fele B kivitelben készült

## Típusváltozatok[2]
T–64 (1966): 115 mm-es löveggel, alumínium betétes toronnyal. Kis számban (1968) készült 125 mm-es ágyúval is.
T–64K: parancsnoki változat. (A és B alapon is készült)
T–64A: Kerámia páncélzatú, némileg egyszerűsített kivitelű testpáncélzatú jármű, 125 mm-es löveggel és új tűzvezetéssel.
T–64B: Jelentősen fejlesztett tűzvezető-rendszerű jármű, erősebb motorral, AT–8 rakétával.
T–64B1: Anyagi okokból egyszerűsített kivitelű B, rakétaindítás lehetősége nélkül.
T–64BV: T–64B szintre felhozott járművek, ERA pótpáncéllal.

## Speciális járművek
- BREM–64 – műszaki-mentő jármű
- MT–T – univerzális szállító- és vontató jármű
  - BAT–2 – műszaki jármű
  - KGSZ–25 – páncélozott darus jármű
  - MPK–3 – páncélozott lánctalpas tűzoltó jármű
  - BG–1 – lánctalpas buldózer
  - PTSZ–2 – úszó lánctalpas szállító jármű
- T–55–64 – a T–64-es alvázára szerelt T–55-ös toronnyal rendelkező hibrid modell. Csak kísérleti szinten maradt.

## Jelenleg gyártott modernizált változatok

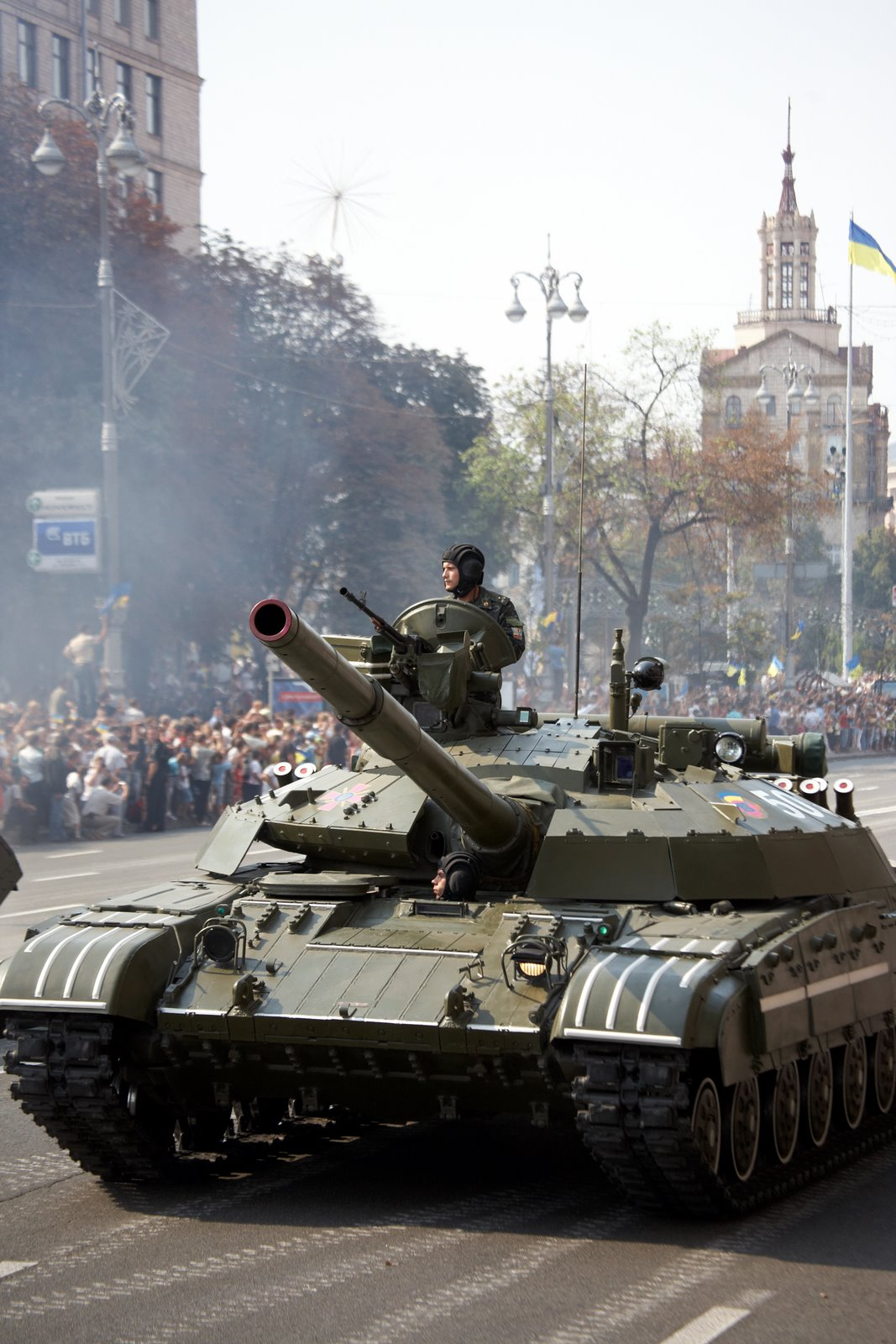
T–64 Bulat

- T–64 BulatT–64BM Bulat – A T–64 modernizált, átépített változata. A harckocsik átépítése során jelentkezett tömegnövekedést (42,5-ről 45 t-ra nőtt az össztömeg) erősebb motor beépítésével kompenzálták. Az eredetileg a T–64-hez gyártott 700 LE-s 5TDF dízelmotornak elkészítették a megnövelt teljesítményű változatát. A T–64BM-be így a 13600 cm³-es 850 LE-s 5TDFM motort építették be. (A tervekben szó volt arról is, hogy a még nagyobb teljesítményű, 1000 LE-s 6TD motorokat építenék be a további modernizálás során.) A harckocsi a KBA–3 125 mm-es harckocsiágyút kapta az eredeti 2A46M–1 típus helyett. Ezt a löveget 1998-ban fejlesztették ki a pakisztáni harckocsi-üzlet miatt.[3] A harckocsiágyú lövegcsöve az ágyú kiszerelése nélkül, tábori körülmények között is cserélhető.
- BMPV–64 – nehéz páncélozott szállító harcjármű

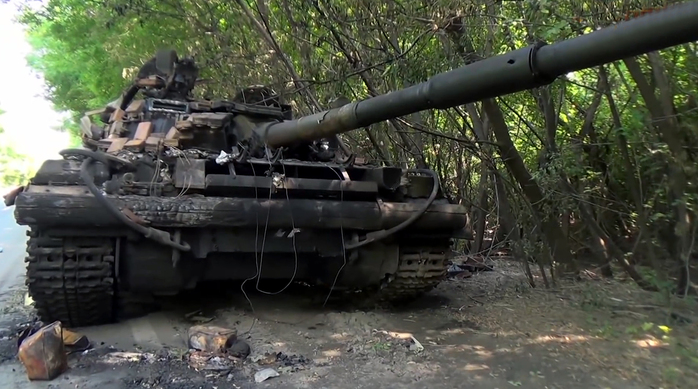
A doni harcok során megsemmisült T–64, 2014.

## Rendszeresítők
- Ukrajna: 2300 db
- Oroszország: 4000 db
- Üzbegisztán: 100 db